# Course au large

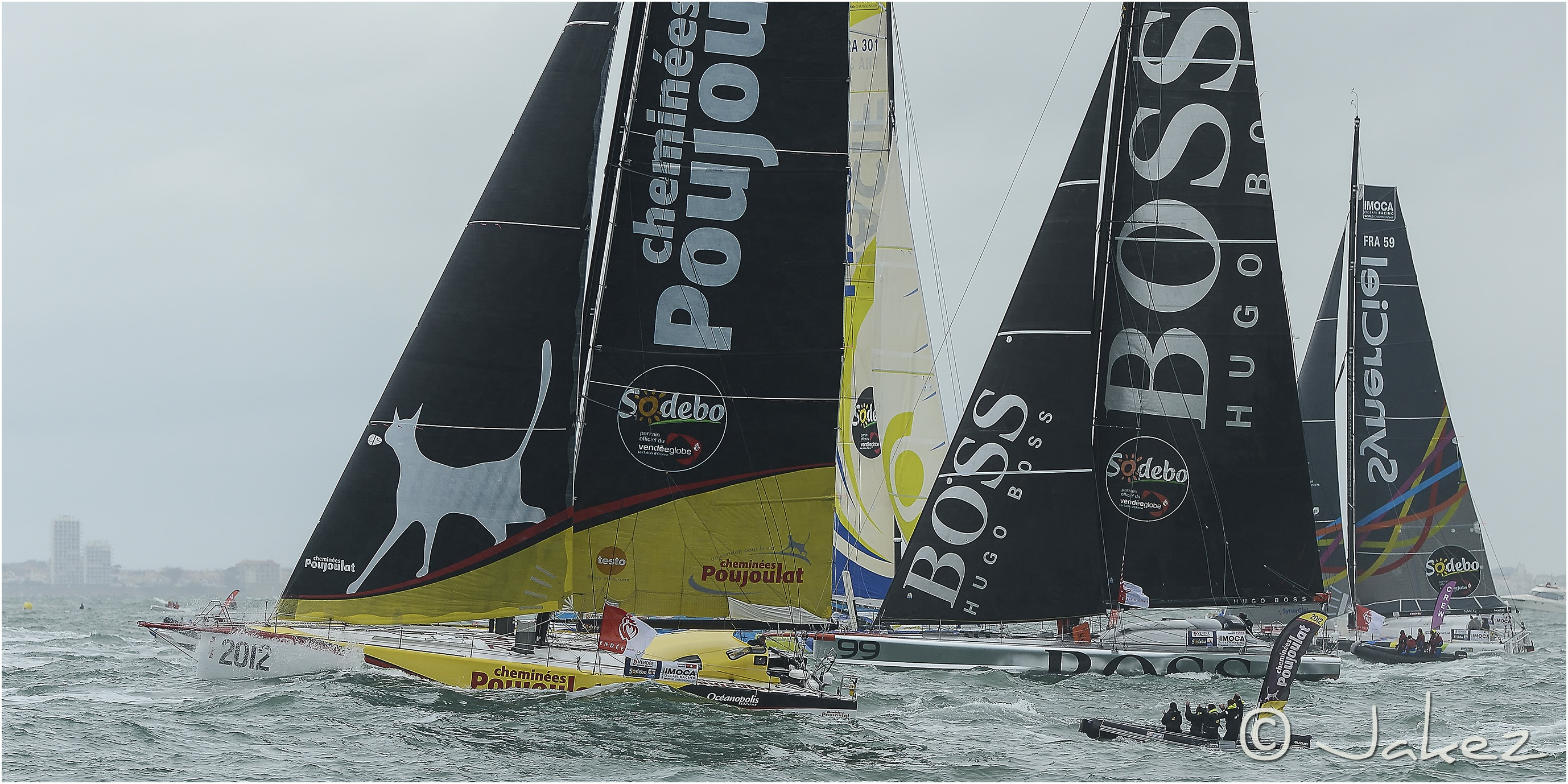
Départ du Vendée Globe 2012-2013.

La course au large est un type de compétition sportive à la voile de longue distance. Le plus souvent, ces courses sont transocéaniques ou autour du monde et peuvent être courues en solitaire, en double ou en équipage. Elles se déroulent tous les ans, tous les deux ans ou tous les quatre ans. Elle se distingue de la régate qui se déroule sur un parcours fermé plus ou moins court délimité par des bouées,.
Au milieu du xxe siècle, quelques marins téméraires réalisent des tours du monde à la voile, comme l'Argentin Vito Dumas en 1943, après trois escales et 272 jours de mer. Mais c'est le Britannique Francis Chichester en 1967, qui après 226 jours réalise la meilleure performance. Parallèlement à ces tours du monde, naissent les premiers défis et compétitions. Ainsi, en 1960, le magazine britannique The Observer organise ce qui sera considéré comme la première course transatlantique en solitaire : la Transat anglaise. Huit ans plus tard, le magazine britannique, The Sunday Times, organise avec Francis Chichester, la première course autour du monde, en solitaire, sans escale et sans assistance, dénommée Golden Globe Challenge. Sur neuf concurrents engagés, seul Robin Knox-Johnston termine l'épreuve. Cette course inspirera plus tard la création du Vendée Globe en 1989. De nos jours, la course au large est pratiquée aussi bien par des écuries et des navigateurs professionnels que par des amateurs et il existe aujourd'hui un grand nombre de compétitions et de catégories différentes, allant des simples voiliers de séries aux trimarans prototypes les plus sophistiqués.

## Exemples de courses

### Tours du monde
- Le Vendée Globe, en solitaire, sans escale et sans assistance sur monocoques 60 pieds IMOCA ;
- la Barcelona World Race, en double et sans escale sur monocoques 60 pieds IMOCA ;
- The Ocean Race, en équipage avec escales sur monocoques 60 pieds IMOCA et monotypes VO65 ;
- La Clipper Round The World Race, en équipage avec escales sur monotypes Clipper 70 ;
- la Velux 5 Oceans, en solitaire avec escales ;
- le Trophée Jules-Verne, contre la montre en équipage ;
- la Golden Globe Race, en solitaire sans escale, sans communication, uniquement en se dirigeant au sextant et à la boussole, sur des bateaux figurant dans une liste de modèles conçus avant 1988, tous munis de quilles longues.
- l'Arkea ULTIM challenge, en solitaire sans escale et sans assistance sur un multicoque ULTIM de 32 mètres de long

### Transocéaniques
- La Transat anglaise, en solitaire entre Plymouth et Newport
- La Route du Rhum, en solitaire entre Saint-Malo et Pointe-à-Pitre
- La Transat Jacques-Vabre, en double entre Le Havre et un port d'Amérique du Sud
- La Mini Transat, en solitaire et avec escales sur Mini 6.50
- La Transat Québec-Saint-Malo, en équipage
- La Transat en Double - Concarneau - Saint-Barthélemy, en double, sur Figaro Bénéteau
- La Transpacifique, en équipage entre Honolulu et Los Angeles

### Autres
- La Fastnet Race
- La Sydney-Hobart
- La Solitaire du Figaro
- La Vendée-Arctique-Les Sables-d'Olonne sur monocoques Imoca